# Anton Sergejewitsch Saruzki
Anton Sergejewitsch Saruzki (russisch Антон Сергеевич Заруцкий; * 27. April 1986 in Moskau, Sowjetunion) ist ein russischer Ruderer.

## Karriere
Saruzki begann im Jahr 2000 mit dem Rudersport und ruderte in seiner letzten Saison als Junior bei den U19-Weltmeisterschaften im russischen Nachwuchs-Achter auf den vierten Rang. Dreimal nahm er in den Folgejahren 2005 bis 2007 an den U23-Weltmeisterschaften teil, erreichte dabei aber im Achter und im Zweier ohne Steuermann kein einziges Mal das Finale. 
Sein Debüt in der offenen Altersklasse gab Saruzki 2008 bei den Europameisterschaften im Achter. Die Mannschaft gewann die Silbermedaille hinter einer französischen Auswahl. In der russischen Riemen-Nationalmannschaft etablierte sich Saruzki daraufhin als feste Stammkraft, nahm an zahlreichen Weltcup-Regatten sowie Europa- und Weltmeisterschaften teil, meist jedoch ohne durchschlagende Erfolge. Im Jahr 2012 misslang ihm mit Alexander Kulesch, Iwan Podschiwalow und Daniil Andrijenko die Qualifikation für die Olympischen Sommerspiele von London, als bei der entscheidenden Regatta in Luzern nur der vierte Platz belegt wurde. Später in derselben Saison wurde die Mannschaft vierte bei den Europameisterschaften.
Ab 2013 wurden die russischen Ruderer stärker. Saruzki startete im Achter bei der Sommer-Universiade in Kasan und gewann dort die Goldmedaille. Auch bei Europameisterschaften gelang ihm in dieser Wettbewerbsklasse der Gewinn einer Silbermedaille bei der Austragung 2014 in Belgrad und einer Bronzemedaille bei der EM 2015 in Posen. Saruzki war darüber hinaus Mitglied des russischen Achters, der bei den Weltmeisterschaften 2015 mit dem fünften Platz die Olympiaqualifikation sicherte.
In der olympischen Saison startete Saruzki dann zunächst im ebenfalls qualifizierten Vierer ohne Steuermann, bei den Europameisterschaften belegte die Mannschaft jedoch nur den vierten Rang. Für die Olympischen Sommerspiele in Rio de Janeiro sollte er wieder im Achter rudern, jedoch wurden nach der Veröffentlichung des McLaren-Reports 19 der 28 gemeldeten russischen Ruderer aufgrund nicht vorhandener Dopingtests außerhalb Russlands oder Verwicklungen in das staatliche Dopingsystem Russlands gesperrt. Saruzki befand sich nicht darunter, er bildete daraufhin mit Artjom Kossow, Nikita Morgatschow und Wladislaw Rjabzew, die allesamt ebenfalls zugelassen wurden, im Wettbewerb des Vierer ohne Steuermanns die einzige verbleibende russische Rudermannschaft der Olympischen Spiele 2016. Das russische Boot belegte in Rio de Janeiro den zehnten Platz.
Bei einer Körperhöhe von 1,95 m beträgt Anton Saruzkis Wettkampfgewicht rund 94 kg. Er absolvierte ein Studium am Moskauer Staatlichen Luftfahrtinstitut.